# Logische taal
Een logische taal is een bepaald soort kunsttaal die speciaal wordt ontworpen met het doel een bepaalde hypothese over de werking van de inherente structuur van talen te testen. Binnen de categorie logische talen worden de subcategorieën van filosofische en experimentele talen onderscheiden. In het Engels wordt voor al deze taaltypen de overkoepelende naam engineering language gebruikt. In het algemeen vertonen dit soort talen meer regelmatigheid en systematiek dan hun natuurlijke tegenhangers. Het verschil tussen logische talen en andere kunsttalen is dat het primaire doel niet het gebruik als lingua franca is.

## Logische talen
Logische talen zijn meestal op de predicatenlogica gebaseerd, maar er kunnen ook andere vormen van logica aan ten grondslag liggen. De bekendste op deze manier gecreëerde logische talen zijn het Loglan, het hiervan afgeleide Lojban en het hier weer van afgeleide Ceqli. Het Toki Pona van Sonja Elen Kisa gaat eveneens uit van het minimalistische programma. De structuur van al deze talen wordt gekenmerkt door een ondubbelzinnige en weinig gecompliceerde syntaxis.

## Filosofische talen
Filosofische talen worden ontworpen om bepaald aspecten van de filosofie uit te drukken. Oligosynthetische talen zijn typische voorbeelden van kunsttalen waarin het afleiden van nieuwe betekenissen op grond van samenstellingen een belangrijke filosofische bijbetekenis heeft. In zijn verhandeling An Essay towards a Real Character and a Philosophical Language deed John Wilkins een voorstel voor een filosofische taal. Het door Suzette Haden Elgin geconstrueerde Láadan is gebaseerd op de zogeheten Muted group theory.

## Experimentele talen
Het Ithkuil van John Quijada is gericht op een zo groot mogelijke nauwkeurig op fonologie en morfologisch niveau. In het door R.Srikanth ontworpen Lin staat de spelling centraal.